# O3b
La Costellazione Satellitare O3b è una costellazione satellitare progettata per le telecomunicazioni e il trasferimento di dati da località remote. Il lancio dei primi quattro satelliti della nuova costellazione era previsto per il 24 giugno 2013, ma è stato rinviato per forti venti ed è poi iniziato il giorno successivo. Altri otto satelliti sono stati lanciati, in due lanci, nel 2014; altri quattro nel 2018 e infine la costellazione ha raggiunto la dotazione inizialmente prevista di venti satelliti nell'aprile del 2019.
La costellazione è di proprietà della O3b Networks (con sede a Jersey), che ne ha cominciato a offrire i servizi nel marzo 2014.

## Satelliti
I satelliti O3b sono stati immessi in orbita circolare intorno all'equatore a un'altitudine di 8063 km (orbita terrestre media) a una velocità di circa 11 755 mph (18 918 km/h), con ciascuno che compie cinque orbite al giorno. La costellazione attualmente ha 12 satelliti in orbita, ma, a causa di un problema con i primi quattro, due di questi sono posti in stand-by per gli altri due, così dieci satelliti sono sempre operativi.
Ogni satellite è equipaggiato con 12 antenne di banda Ka completamente orientabili (2 per i gateways, 10 per le connessioni remote) che utilizzeranno uno spettro di 4.3 GHz (2×216 MHz per trave) con un rendimento previsto di 1.2 Gbit/s per trave (600 MBit/s per direzione), per una capacità totale di 12 GBit/s per satellite.
I satelliti sono dotati di pannelli solari all'arseniuro di gallio e di batterie agli ioni di litio e pesano circa 700 chilogrammi (1 500 lb) ciascuno.
I satelliti sono costruiti da Thales Alenia Space, una divisione di Thales. Il primo satellite (PFM) è stato costruito presso il Cannes Mandelieu Space Center, mentre il resto della costellazione viene assemblato, integrato e testato a Roma, presso il Centro di Integrazione Satelliti della Thales Alenia Space Italia.